# На білому катері
«На білому катері» («рос. На белом катере») — українсько-російський комедійний фільм, випущений у 2005 році Продюсерським центром «Аляска». 

## Синопсис
Господар приватного пансіонату Сан Санич чекає на прибуття важливого гостя з цінним товаром — картиною Іллі Рєпіна «Запорожці пишуть листа турецькому султану». Володіючи інформацією від турецької мафії щодо наявності спортивної сумки, підозрює кожного нового мешканця пансіонату. Ситуація ускладнюється, коли кожен із гостей починає поводитись досить дивно.

## Акторський склад
- Андрій Краско — Сан Санич, власник елітного пансіонату
- Володимир Ямненко — тренер
- Ілля Ноябрьов — Аркадій Жабський, модельєр
- Гарік Бірча — Микола Тенорков, співак
- Олеся Жураковська — Жанна, дружина Миколи
- Антон Лірник — Артур, бармен
- Олексій Панін — Андрій Шутенко, футболіст
- Віктор Андрієнко — майор міліції
- Андрій Богданович — Вітя, механізатор
- Марися Горобець — Ольга, красуня
- Анна Дяченко — Марина, покоївка
- Володимир Комаров — Антон, екстремал
- Вадим Мурований — Антон, телеведучий кулінарного шоу
- Людмила Смородіна — Ізольда Петрівна, мати Жанни, теща Миколи
- Олександр Пугачьов — стажер майора міліції
- Олег Примогенов — конкретний
- Амірам Джмухадзе — Хакан
- Нерсес Мірзоян — Шукюр
- Світлана Леонтьєва — диктор
- Юрій Рудченко — епізод
- Герман Архіпов — кур'єр

## Знімальна група
- Режисер-постановник: Володимир Мельниченко
- Автор сценарію: Гарік Бірча, Юрій Смірнов, Вадим Мурований, Антон Лірник
- Оператор: Віктор Черкасов
- Композитор: Юрій Здоренко
- Продюсери: Юрій Смірнов, Олексій Ляхов, Герман Архіпов
- Художник: Ольга Мандровська-Соколова